# Juszczyna
Juszczyna est un village polonais dans la voïvodie de Silésie, dans le powiat de Żywiec et dans la gmina de Radziechowy-Wieprz.
En 2021, la localité comptait 1685 habitants.

## Histoire
De 1975 à 1998, le village a administrativement fait partie de la voïvodie de Bielsko-Biała.

## Sport
Le village de Juszczyna possède son propre club de football, le LKS Juszczyna, qui joue actuellement dans la 6e ligue polonaise (classe A).